# ティバワン県
ティバワン県(Département de Tivaouane)はセネガル共和国ティエス州にある県。ティバワン、ンボロ、メッケの3市とメリナ・ダハール郡、メワン郡、ニャヘン郡、パンバル郡からなる。県都はティバワン。